# Anomala papuna
Anomala papuna är en skalbaggsart som beskrevs av Gilbert John Arrow 1917. Anomala papuna ingår i släktet Anomala och familjen Rutelidae. Inga underarter finns listade i Catalogue of Life.